# 守田比呂也
守田 比呂也（もりた ひろや、1924年12月21日 - 2016年6月16日）は、日本の俳優。本名：森田 寛弥。大阪市出身。最後の所属事務所は夏木プロダクション。妻は元女優の新井麗子。血液型はA型。

## 来歴・人物
大阪府立生野中学校卒業。
神戸高等商業学校（現・兵庫県立大学）在学中に学徒動員。
大日本帝国海軍少尉、映画業界紙記者を経て、1957年にサスペンス映画「三十六人の乗客」でデビュー。
1950年頃には大映京都企画部の入社試験を受けたこともあった。
『事件記者』で当たり役を得て、ドラマや映画で脇役として活躍した。
2016年6月16日に死去。満91歳没。

## 出演

### テレビドラマ
- 事件記者（1958年、NHK） - 亀田記者
- マグマ大使 第5話「怪獣バドラ誕生す」・第8話「バドラの最後」（1966年、CX / ピープロ） - YS-11旅客機機長
- 怪奇大作戦 第4話「恐怖の電話」（1968年、TBS / 円谷プロ） - 保険外交員・水野
- 特別機動捜査隊 第328話「消えた女狐」（1968年、NET / 東映）
- 風 第40話「刀の中の顔」（1968年、TBS） - 伊達一角の弟子
- 三匹の侍 第6シリーズ 第13話「下郎」（1968年、CX） - 目付役人
- プレイガールシリーズ （12ch / 東映）
  - プレイガール 第2話「殺しからの大脱走」(1969年)
  - プレイガールQ
    - 第12話「女の敵は女」（1974年） - 牛尾専務
    - 第22話「ご用心! 悪女の深情け」（1975年） - 湯川
    - 第60話「聖夜に燃える熱い肌」（1975年） - 志村
- 天を斬る 第11話「倅は武士」（1969年、NET / 東映）
- フラワーアクション009ノ1 第13話「君は可愛いボクのニャロメ」（1969年、CX / 東映）
- 仮面ライダーシリーズ（MBS / 東映）
  - 仮面ライダー
    - 第9話「恐怖コブラ男」（1971年） - 近藤和雄
    - 第46話「対決!! 雪山怪人ベアーコンガー」（1972年） - 美川サブロウ

  - 仮面ライダーX 第4話「ゴッド恐怖の影!!」（1974年） - 小暮誠一郎博士
- ウルトラシリーズ（TBS / 円谷プロ）
  - ウルトラマンA 第16話「夏の怪奇シリーズ 怪談・牛神男」（1972年） - オリーブマノン化粧品・社長
  - ウルトラマンタロウ 第16話「怪獣の笛がなる」（1973年） - 亜理人の父
  - ウルトラマンレオ 第19話「見よ! ウルトラ怪奇シリーズ よみがえる半魚人」（1974年） - 漁師・横山
- 緊急指令10-4・10-10 第12話「天才ゴリラの初恋」（1972年、NET / 円谷プロ） - 岡田豊三
- ありがとう 第3シリーズ 第12話（1973年7月12日、TBS / テレパック） - 刑事
- 剣客商売 第18話「ある剣客の死」（1973年、CX / 東宝 / 俳優座） - 側用人
- 流星人間ゾーン 第26話「粉砕!ガロガガンマーX作戦」（1973年、NTV / 東宝） - 石田健の父
- 科学捜査官（1973年- 1974年、関西テレビ） - 石田鑑識課員
- 日本沈没 第6話「悲しみに哭く大地」（1974年、TBS / 東宝） - 後宮次長
- 江戸の旋風（1975年 - 1980年、CX / 東宝） - 嘉助
- 太陽にほえろ! 第181話「壁」（1976年、NTV） - レストラン「サンドリア」支配人
- 渚より愛をこめて（1976年、CX）
- 江戸の渦潮（1978年、CX /　東宝） - 茂吉
- 江戸の激斗（1979年、CX / 東宝） - 松吉
- 江戸の朝焼け（1980年、CX / 東宝）- 長五郎
- 鬼平犯科帳 第2シリーズ 第17話「高萩の捨五郎」（1981年、テレビ朝日 / 東宝） - 寺尾の治兵衛
- 暴れん坊将軍シリーズ（ANB / 東映）
  - 吉宗評判記 暴れん坊将軍  第167話「天下御免の夫婦喧嘩」（1981年） - 泉州屋八兵衛
  - 暴れん坊将軍II 第9話「女泣かせの付けぼくろ」（1983年） - 吉川
- 振り袖御免 江戸芙蓉堂医館（1981年、CX / 東宝） - 源吉
- 女捜査官（1982年、朝日放送 / テレパック）- 森崎刑事
- 時代劇スペシャル（CX）
  - 仕掛人・藤枝梅安（1982年・1983年） - 辰三
  - 怪談・津の国屋　半七捕物帳（1984年） - 熊蔵
- 特捜最前線 （ANB）
  - 第312話「車椅子のマラソンランナー!」（1983年）
  - 第418話「少年はなぜ母を殺したか!」（1985年）
- 女盗賊忍び舞い（1983年、CX / 東宝） - 立花孫兵衛
- 暴れ九庵 第7話「はきだめの福」（1984年、KTV / 東宝） - 弥吉
- 松本清張サスペンス・隠花の飾り / 愛犬（1986年、KTV / 松竹）
- 火曜サスペンス劇場（NTV）
  - 禁じられた結婚（1987年 / 松竹）
  - 原子炉の蟹（1987年 / 東宝） - 種村継夫
  - 警視庁鑑識班（1997年）
- ハングマンGOGO 第6話「悪徳刑事 あぶない物語!」（1987年、朝日放送 / 松竹芸能） - 城南警察署署長・北山和雄
- 鬼平犯科帳 第1シリーズ 第14話「あきれた奴」（1989年、CX） - 八丁山の清五郎
- 宮本武蔵（1990年、TX） - 吉岡源左衛門
- 直木賞作家サスペンス「氷の家」（1990年、KTV / G・カンパニー）
- 犬神家の一族（1990年、ANB）
- 時代劇スペシャル 銭形平次（1990年、CX）
- 水曜グランドロマン「恍惚の人」（1990年、NTV / 東宝）
- 月影兵庫あばれ旅 第2シリーズ 第7話「身がわり弁之介」（1990年、TX / 松竹） - 松木屋喜左衛門
- 艶姿! 初春 照姫七変化（1991年、CX / 東映）
- 世にも奇妙な物語 戦争はなかった（1991年、CX）
- 銭形平次（CX）
  - 第1シリーズ 第11話「水底の鐘」（1991年） - 宗助
  - 第2シリーズ 第14話「顔のない盗賊」（1992年） - 直次郎
  - 第3シリーズ 第17話「赤い櫛」（1993年） - 喜八
  - 第4シリーズ 第2話「吉凶ちょうちん」（1994年） - 松助
  - 第6シリーズ 第4話「血文字の謎」（1997年） - 六助
- 裏刑事-URADEKA- 第10話「目撃者殺し! 女弁護士に黒い影」（1992年、ABC）
- 大岡越前 第13部 第13話「母は凶賊さみだれお仙」（1993年2月8日、TBS / C.A.L） - 伍平
- 水戸黄門（TBS / C.A.L）
  - 第22部 第6話「嘘で悟った女房の真心 -浜松-」（1993年6月21日） - 友造
  - 第23部 第11話「陰謀渦巻く加賀百万石 -金沢-」（1994年10月17日） - 伏見从賽
- 八代将軍吉宗（1995年、NHK）松平頼貞
- はみだし刑事情熱系（1996年） - 名高耕造
- 稲川淳二の恐怖物語（1997年、YTV）
- 3年B組金八先生（TBS） - 沢野洋造
  - 第5シリーズ（1999 - 2000年）
  - 第6シリーズ（2001 - 2002年）
- 金曜エンタテイメント（CX）
  - 「名探偵 明智小五郎4 吸血鬼」（1999年2月、CX）
  - 八つ墓村（2004年、CX） - 井川丑松
- はぐれ刑事純情派 第12シリーズ第14話「夫と話したかった女!?二重指紋の謎!」（1999年） - 川田老人
- 宮本武蔵（2001年、TX） - 権六
- こちら第三社会部（2001年） - 河村頼之
- 太陽にほえろ！2001 (2002年)
- 世にも奇妙な物語 おばあちゃん（2001年、CX） - 定雄
- ダムド・ファイル シーズンII・file No.0014 「うなぎ 海部郡」（2003年） - 住職
- 女と愛とミステリー 「信濃のコロンボ事件ファイル4」（2003年） - 武田喜助
- 土曜ワイド劇場 特別企画　交渉人 (2005年)
- 天才てれびくんMAX パパがパンダ (2006年)
- スシ王子! (2007年)

### 映画
- 駅前旅館（1958年） - 小料理屋の客
- 暗夜行路 (1959年)
- 黒い花びら (1960年)
- 南の島に雪が降る（1961年、東宝）
- 喜劇 とんかつ一代 (1963年)
- 白と黒（1963年）
- 甘い汗（1964年） - 辰岡の若い衆
- われ一粒の麦なれど（1964年）
- どっこいショ（1968年） - 岡田
- 蝦夷館の決闘 (1970年)
- 恍惚の人（1973年） - 運転手
- 華麗なる一族（1974年） - 大友銀行支店長
- 野獣死すべし 復讐のメカニック (1974年)
- エスパイ（1974年） - バルトニア大使館警備員
- 青春の蹉跌 (1974年)
- 動脈列島（1975年） - 北川技官 役
- どてらい男 (1975年)
- メカゴジラの逆襲（1975年） - 中谷艇長 役[1]
- おしゃれ大作戦（1976年） - 講師
- 犬神家の一族（1976年） - 主治医
- 刑事物語3 潮騒の詩 (1984年)
- HYSTERIC (2000年)
- 手紙 (2002年)
- 奇談（2005年） - 風呂の老人
- 太陽（2005年） - 鈴木貫太郎 役
- The Passenger（2006年）
- シルク（2007年）
- 天まであがれ!!（2006年）
- 酒井家のしあわせ（2006年） - 菅原和吉の父 役
- アイランドタイムズ
- ハーメルン（2013年）

### CM
- au 家族割（2005年）
- コカ・コーラ
- JRA
- マスターカード

### WEB
- 探偵事務所5